# 활장이 안의 사가

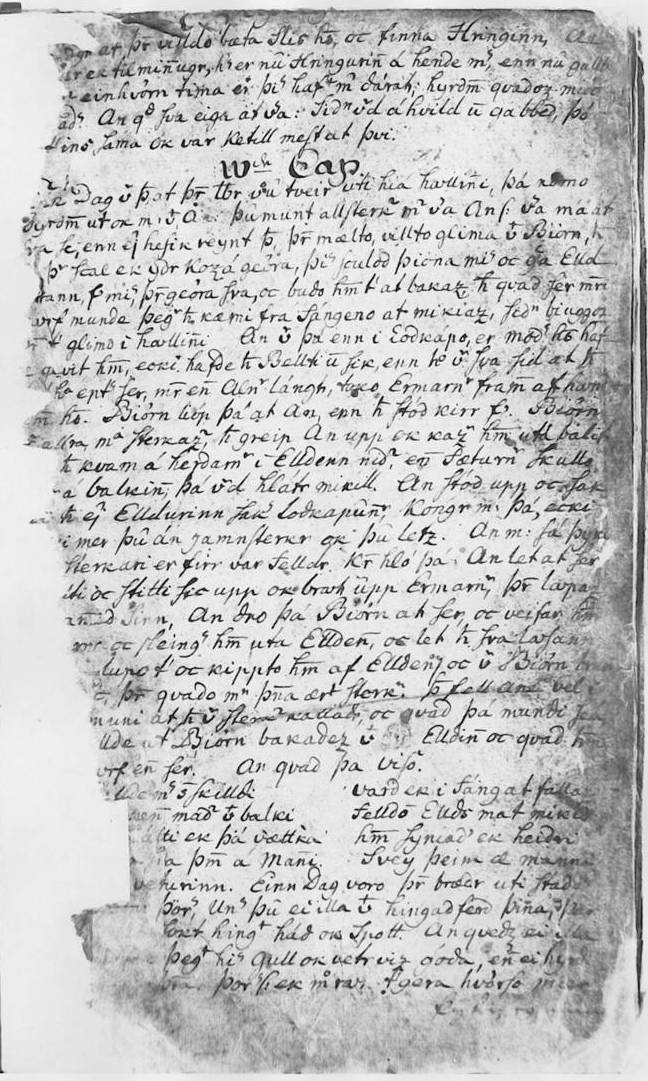
ÍB 43 folio 필사본의 《활장이 안의 사가》

《활장이 안의 사가》(고대 노르드어: Áns saga bogsveigis 안스 사가 보그스베이기스)는 포르날다르 사가 작품 중 하나이다. 케틸 횡그와 그 주변인들의 이야기인 소위 흐라프니스타 사내들의 이야기들에 속한다. 활장이 안(Án)과 남달렌의 왕 사이에 벌어지는 복수극 이야기이다.